# CEEGEX
CEEGEX Közép-Kelet-Európai Szervezett Földgázpiac Zártkörűen Működő Részvénytársaság (CEEGEX Zrt.)

## Leírás
A HUPX Magyar Szervezett Villamosenergia-piac Zrt. (HUPX Zrt.) 2011. június 23-án hozta létre 100 százalékos tulajdonú leányvállalatát, a CEEGEX Közép-Kelet-Európai Szervezett Földgázpiac Zártkörűen Működő Részvénytársaságot (CEEGEX Zrt.) egy új és hatékony kereskedési felület kialakítása érdekében.
2013. január 2-án indult el Magyarországon a CEEGEX Közép-Kelet-Európai Szervezett Földgázpiac. A kereskedés a nemzetközi likvid piacok mintájára került kialakításra. A piaci résztvevők a CEEGEX-en másnapi, illetve havi és negyedéves hosszú tavú fizikai szállítású termékeket érhetnek el. A kereskedés fizikai teljesítése a Magyar Gázkiegyenlítő Pontra (MGP) történik. A szállítást a Földgázszállító Zrt. (FGSZ Zrt.) garantálja, míg az ügyletek elszámolását a KELER KSZF Zrt. biztosítja.

## Piacok
Másnapi piac:
- Másnapi termék
- Hétvégi termék
- Szombati termék
- Vasárnapi termék
- Hosszúhétvége termék (abban az esetben, ha hétköznap is munkaszüneti nap)

Határidős Fizikai Leszállítású piac:
- Front 3 hónap
- Front 4 negyedév